# Separación de funciones militares y policiales
 La separación de funciones militares y policiales es el principio por el cual los militares y las fuerzas del orden desempeñan deberes claramente diferenciados y no interfieren con las áreas de disciplina de cada uno. Mientras que el propósito de los militares es librar guerras, la aplicación de la ley está destinada a hacer cumplir la ley interna. Ninguno de los dos está capacitado específicamente para hacer el trabajo del otro. Las fuerzas armadas y las fuerzas del orden difieren, a veces fundamentalmente, en áreas como la fuente de autoridad, la capacitación en el uso de la fuerza, la capacitación en investigación y enjuiciamiento, y la capacitación para hacer cumplir las leyes y garantizar las libertades civiles.
Incluso las amenazas de la «zona gris», como el tráfico de drogas, el crimen organizado o el terrorismo, requerirán habilidades de investigación sofisticadas y el cumplimiento de los procedimientos para construir un caso, así como una estrecha colaboración con las autoridades judiciales y fiscales. Podría decirse que estos son rasgos atribuidos únicamente a los agentes del orden. El personal militar, por otra parte, está capacitado para defender el territorio nacional de amenazas militares extranjeras y está equipado con armas diseñadas para matar al enemigo, en lugar de aturdirlo o inutilizarlo. La presencia de un ejército fuertemente armado que sustituya al personal encargado de hacer cumplir la ley puede tranquilizar a los civiles ansiosos o no, pero en el mejor de los casos debería ser parcial y de corto plazo.

## Estados Unidos
En los Estados Unidos, la Ley Posse Comitatus de 1878 impone límites (pero no prohíbe absolutamente) sobre el gobierno federal en el envío de personal militar federal y fuerzas federalizadas de la Guardia Nacional para hacer cumplir las políticas internas.
Hay casos en los que se llama a los militares a la acción (como durante emergencias nacionales causadas por desastres naturales o desórdenes civiles) y salvan vidas y restablecen el orden de manera eficiente, como los disturbios de Los Ángeles de 1992 y el huracán Katrina . Por otro lado, también ha habido casos en los que el uso del ejército en una función doméstica ha salido mal, como los tiroteos en Kent State.
En la década de 1980, el Congreso comenzó a discutir un papel militar más amplio, pero el secretario de Defensa de Ronald Reagan, Frank Carlucci, testificó que «sigo absolutamente opuesto a la asignación de una misión policial al Departamento de Defensa. Estoy aún más firmemente Me opongo a cualquier relajación de las restricciones del Posse Comitatus sobre el uso del ejército para registrar, incautar y arrestar. He discutido este asunto con el presidente y otros altos miembros de su gabinete, y puedo informar que estos puntos de vista son compartidos en toda esta administración».

## Bélgica
En Bélgica, se prevé que un plan llamado Operación Guardián Vigilante desde el tiroteo de Charlie Hebdo finalice en 2021.

## Suecia
Los tiroteos en Ådalen fueron una serie de eventos ocurridos en y alrededor del distrito de aserraderos de Ådalen, municipio de Kramfors, Ångermanland, Suecia, en mayo de 1931. Durante una protesta el 14 de mayo, cinco personas murieron a causa de balas disparadas por personal militar sueco llamado como refuerzo por la policía.